# 丰镇北站
丰镇北站（规划和建设初期曾称丰镇西站）位于中华人民共和国内蒙古自治区乌兰察布市丰镇市新城区街道，是乌大高速铁路上的一座车站，于2023年11月17日开工建设，并于2024年12月31日随乌大高铁开通而投入使用。该车站是乌大高铁在内蒙古段的唯一一座新建车站，也是丰镇市的首座高铁站。

## 车站结构
丰镇北站为线侧下式站房，总建筑面积约6000平方米，设计最高聚集人数为600人，以“塞外古镇、商贸客栈”为设计理念，融合了蒙古包、明长城、草原搏克手、丰镇月饼等元素。该车站设2站台4线，其中正线2条，到发线2条，站台为两个侧式站台。
- 综合服务中心兼售票处
- 检票口
- 出站口